# یان پرونک
یان پرونک (هلندی: Jan Pronk؛ ۱۹ اکتبر ۱۹۱۸ – ۱۵ مارس ۲۰۱۶) دوچرخه‌سوار اهل هلند بود.
وی در مسابقات کشوری و بین‌المللی در مجموع برندهٔ ۱ مدال طلا، ۳ مدال نقره، ۱ مدال برنز شده‌است.